# Rybionek
Rybionek [rɨˈbjɔnɛk] est un village polonais de la gmina de Rybno dans le powiat de Sochaczew et dans la voïvodie de Mazovie.
Il se situe à environ 14 kilomètres nord de Sochaczew et à 65 kilomètres à l'ouest de Varsovie.